# Art Squad - Gli artisti del furto
Art Squad - Gli artisti del furto (Righteous Thieves) è un film del 2023 diretto da Anthony Nardolillo.

## Trama
Annabel Gomez, una ladra specializzata nel furto di opere d'arte, viene ingaggiata da alcuni ex deportati ebrei per riavere dei famosi dipinti che erano stati trafugati dai nazisti durante la seconda guerra mondiale.
La donna, dopo aver ritracciato i quattro dipinti dispersi, assolda alcuni delle sue conoscenze più abili per riuscire a sottrarre le opere d'arte ad un facoltoso uomo d'affari.

## Promozione
Il trailer del film è stato pubblicato il 2 febbraio 2023 dalla Lionsgate.

## Distribuzione

### Divieti
Negli Stati Uniti d'America la MPAA ha classificato il film come vietato ai minori di 17 anni non accompagnati da un adulto (R) per linguaggio utilizzato.

### Edizione italiana
La direzione del doppiaggio è di Donato Sbodio e i dialoghi italiani sono curati da Alessia Pitari conto della Videodelta che si è occupata anche della sonorizzazione.

## Accoglienza

### Critica
Sull'aggregatore di recensioni Rotten Tomatoes il film riceve lo 0% delle recensioni, mentre su Metacritic non ha ricevuto sufficienti recensioni.